# Jesús Azcárate Fajarnés
Jesús Azcárate Fajarnés (Huelva, 27 de diciembre de 1946) es un sacerdote católico, ingeniero industrial y escritor español.

## Biografía
Estudió en el Colegio “Cristóbal Colón” de los Hermanos Maristas de la capital onubense. Tras completar la carrera de Ingeniero Industrial en la Escuela Técnica Superior de Ingeniería de Sevilla, se trasladó a Málaga, donde fue director Técnico Adjunto de AKRON, S.A. 
En 1968 se incorporó al Opus Dei, como miembro numerario, y en 1974 se trasladó a Roma donde, tras completar los estudios de Filosofía y Teología, se ordenó sacerdote en 1978.  
En 1979 obtuvo el grado de Doctor en Derecho Canónico por la Universidad de Navarra, con una tesis titulada: "La elección del Romano Pontífice según el derecho de la Iglesia". Desde 1979 ejerce su ministerio sacerdotal en Madrid. 
Ha escrito numerosos artículos para la revista Palabra, de la que es colaborador. También ha sido colaborador regular en la revista Mundo Cristiano.
En sus escritos trata de diversos temas: catequesis, historia, biografías, devociones, ascética…

## Libros publicados e inéditos
- Paso a paso (Charlas para gente joven), 1985.
- Nociones de Liturgia, 1986.
- Devociones para cada día de la semana, 1987.
- Para seguir avanzando (Charlas para gente joven), 1988.
- Un seguro de eternidad (Charlas sobre los Sacramentos), 1989.
- Catequesis mariana, 1989.
- No te detengas en tu caminar, 1989.
- Charlas sobre los tiempos litúrgicos, 1990.
- Novena a la Virgen, 1991.
- Ahora que comienza un nuevo milenio, 1992.
- Un reto para una generación puente, 1992.
- Breve explicación de las oraciones vocales, 1993.
- Hombres fieles a Dios, 1993.
- Anécdotas de los últimos Papas, 1994.
- Anécdotas tomadas de la Historia, 1994.
- ¿Dificultades?... Sí, ¡y qué!, 1995.
- La sonrisa de un pontificado, 1995.
- A evangelizar de nuevo, 1996.
- Un paso más (Anécdotas y Catequesis), 1997.
- Aprender de la Historia (Anécdotas que hacen pensar), 1997.
- Año 2000. Año Jubilar, 1998.
- Ánimo… y hacia delante (Charlas para gente joven), 1998.
- Súplicas a Dios, 1998.
- Sembraron el bien (Testimonios), 1998.
- Testimonios de santidad, 1998.
- Semblanza de Juan Pablo II (Testigo de esperanza), 1998.
- Amaron y sirvieron a la Iglesia (Testimonios), 1999.
- Juan XXIII (Yo solo pensé ser un cura rural), 2000.
- Dos milenios de historia, 2001.
- Devociones para cada día de la semana (versión ampliada), 2002.
- Diccionario religioso-escolar, 2003.
- El espíritu de “Cuatro Vientos”, 2003.
- En el amanecer de un milenio, 2004.
- Jóvenes como tú… y además, santos, 2004.
- En la escuela de María, 2005.
- Un Dios que perdona (El sacramento de la Penitencia explicado a los jóvenes), 2005.
- Roma, siglo XX (Historia del Papado de siglo XX), 2005.
- Teología de la alegría y del humor, 2006.
- Catequesis sobre los Diez Mandamientos, 2006.
- Nueva Novena de la Virgen de la Cinta, 2007.
- Catequesis sobre los Siete Sacramentos, 2007.
- Romerías de la Hermandad de la Cinta de Madrid, 2007.
- Historia de la Hermandad de la Virgen de la Cinta de Madrid, 2008.
- Religiones no cristianas: Animismo, 2009.
- Jesús de Belén, 2010.
- Teología del humor, 2010.
- Santos relacionados con la Diócesis de Huelva, 2010.
- Anécdotas para la catequesis, 2011.
- De un país lejano a los altares (Beato Juan Pablo II), 2011.
- Glorias de la Iglesia, 2012.
- El libro de las letanías, 2013.
- Nuestra Señora del Rocío. Patrona de Almonte, 2013
- Nuestra Señora Reina de los Ángeles. Patrona de Álajar.
- Nuestra Señora de los Remedios. Patrona de Villarrasa, 2013.
- El Papa que trajo una ráfaga de aire nuevo (Juan XXIII), 2014.
- Compendio de Historia Sagrada, 2014.
- Icono de Buen Pastor (San Juan Pablo II), 2014.
- Pablo VI, 2014.
- Anécdotas y curiosidades de los Papas, 2014
- En la Escuela del Crucificado, 2015.
- Guía para el Año de la Misericordia, 2015.
- Nuestra Señora de la Cinta. Patrona de Huelva, 2015.
- Días de enero, 2015.
- Días de febrero, 2015.
- Días de marzo, 2015.
- Días de abril, 2015.
- Días de mayo, 2015.
- Días de junio, 2015.
- Días de julio, 2015.
- Días de agosto, 2015.
- Días de septiembre, 2015.
- Días de octubre, 2015.
- Días de noviembre, 2015.
- Días de diciembre, 2015.
- Cartas de Efraín, 2016,
- Nuestra Señora de la Estrella. Patrona de Chucena, 2016.
- Compendio del Evangelio, 2016.
- El Sagrario abandonado (San Manuel González García), 2016.
- Compendio de Historia de la Iglesia, 2017.
- Sor Lúcia de Fátima, 2017.
- Compendio de la Historia de la Salvación, 2017.
- Papas del Siglo de Oro del Pontificado, 2017.
- En la Escuela del Maestro divino, 2017.

## Artículos publicados
- Una vida tormentosa (Semblanza de Martín Lutero), 1983.
- Evangelización de América, 1985.
- Alfonso María de Liborio. El Santo que hizo exigente la misericordia, 1987.
- Duns Escoto: una beatificación que aclara su ortodoxia doctrinal, 1993.
- ¿Qué son los Congresos Eucarísticos?, 1993.
- Enrique de Ossó: segunda canonización fuera de Roma, 1993.
- La dirección espiritual, 1994.
- Hace 30 años que fue proclamada María “Madre de la Iglesia”, 1994.
- Edith Stein, carmelita y filósofa, asciende a los altares, 1998.
- Champagnat, un santo entregado a la enseñanza, 1999.
- Padre Pío de Pietrelcina, capuchino popular, 1999.
- El Patrón del clero español cumple 500 años (Semblanza de san Juan de Ávila), 1999.
- Juan XXIII. Diario de un alma (I), 2000.
- Juan XXIII. Diario de un alma (II), 2000.
- Juan XXIII. Diario de un alma (III), 2000.
- Solo quería ser un cura de pueblo, 2000.
- Beatificación de Pío IX, 2000.
- Santa Brígida de Suecia, 2001.
- Religiones tradicionales de África, 2001.
- Santa Catalina de Siena, 2002.
- Santos populares, 2002.
- El Papa de la sonrisa, 2003.
- A los seis años de su muerte, Teresa de Calcuta en los altares, 2003.
- Una vida para el sacerdocio (Semblanza de José María García Lahiguera), 2004.
- La elección de un nuevo Papa, 2005.
- Carlos de Foucauld, singular siervo de Dios, 2005.
- La caridad en los primeros cristianos y en los Padres, 2006.
- Margarita María López Maturana será beata, 2006.
- Historia de la Navidad, 2006.
- Renuncia de papas, 2013.

## Biografías escritas
- El santo leproso (Beato Damián de Molokai).
- Madre de los más pobres (Beata Teresa de Calcuta).
- Obispo y mártir (Beato Florentino Asensio).
- Judía, conversa y mártir (Santa Teresa Benedicto de la Cruz).
- Una historia de amor (Santa Teresa del Niño Jesús).
- Esposa, madre y reina (Santa Isabel de Portugal).
- Un buen pastor de almas (San Francisco de Sales).
- Un abad del Medievo (San Bernardo de Claraval).
- Un enamorado de la Eucaristía (Beato Manuel González García).
- El Santo Cura de Ars (San Juan María Vianney).
- El Discípulo amado (San Juan Evangelista).
- El último Papa canonizado (San Pío X).
- La Doncella de Orleáns (Santa Juana de Arco).
- Un fiel súbdito de su Graciosa Majestad (Santo Tomás Moro).
- El Doctor Angélico (Santo Tomás de Aquino).
- Apóstol de mártires (San Sebastián).
- Un santo en el siglo de las luces (San Alfonso María de Ligorio).
- Un monje en la sede de San Ambrosio (Beato Ildefonso Schuster).
- La Reina Católica (Isabel I de España).
- El fraile de los estigmas (San Pío de Pietrelcina).
- Cardenal Secretario de Estado (Venerable Rafael Merry del Val).
- El Papa de la Inmaculada (Beato Pío IX).
- Sacerdote y maestro (San Enrique de Ossó).
- Doctor sutil y mariano (Beato Juan Duns Escoto).
- Un educador santo (San Marcelino Champagnat).
- Mártir por su fidelidad a Roma (Beato Aloysius Stepinac).
- Un Papa reformador (San Gregorio VII).
- El Apóstol de Andalucía (San Juan de Ávila).
- Un laico al servicio de los pobres (Beato Federico Ozanam).
- Un hombre enviado por Dios (Beato Juan XXIII).
- Apóstol de los eslavos (San Cirilo).
- Heraldo del Evangelio (San Metodio).
- Una voz venida del Norte (Santa Brígida de Suecia).
- Mujer fuerte, pacificadora y maestra (Santa Catalina de Siena).
- Patriarca de Occidente (San Benito de Nursia).
- Patrono de los jóvenes católicos de África (San Carlos Lwanga).
- Un santo de catorce años (Santo Domingo Savio).
- Consolador de Dios (Beato Francisco Marto).
- La santidad en una vida joven (Sierva de Dios Alexia)
- Una niña solo en años (Beata Jacinta Marto).
- Mártir de la pureza (Santa María Goretti).
- Profesor universitario (Siervo de Dios Eduardo Ortiz de Landázuri).
- Hijo de la consolación (San Bernabé).
- Maestro y guía de jóvenes (San Juan Bosco).
- Una flor de los Andes (Beata Laura Vicuña).
- El Papa de la sonrisa (Juan Pablo I).
- Andariega de Dios (Santa Teresa de Jesús).
- Defensor del honor de Dios (Santo Tomás Becket).
- Una vida para el sacerdocio (Siervo de Dios José María García Lahiguera).
- La Madre morenita (Santa Josefina Bakhita).
- Un singular hombre de Dios (San Carlos de Foucauld).
- El Santo Patrón de Madrid (San Isidro Labrador).
- Un adolescente mártir (Beato José Luis Sánchez del Río).
- Maestro de niños pobres (Manuel Siurot).
- Hija de María Auxiliadora (Beata Eusebia Palomino Yenes).
- El santo de lo ordinario (San Josemaría Escrivá).
- Salesiana mártir (Beata Carmen Moreno Benñitez).
- El Papa venido del Este (San Juan Pablo II).
- Lumbrera del III Concilio de Toledo (San Leandro).
- Mártir de la persecución religiosa en España (Beato Manuel Gómez Contioso).
- El arzobispo mendigo (Beato Marcelo Spínola).
- Un sucesor de Pedro llamado Pablo (Beato Pablo VI).
- Obispo de su ciudad natal (Venerable Pío XII).
- Un santo muy popular (San Roque).
- Mártir en Japón (Beato Vicente de San José).
- Mártir de Cristo (San Walabonso).
- Fundadora y misionera (Beata Margarita María López de Maturana).
- Un mártir carmelita (Beato José María Mateos Carballido).
- Mártir onubense (Beato Pedro Velasco Narbona).
- Mártir de la fe y de la caridad (Beata María Dolores Barroso Villaseñor).
- Un joven católico militante (Beato Bartolomé Blanco Márquez).
- La vidente de la Virgen en Lourdes (Santa Bernadita Soubirous).
- Ingeniero de Dios (Beato Álvaro del Portillo).